# Aletris farinosa
Aletris farinosa là một loài thực vật có hoa trong họ Nartheciaceae. Loài này được L. mô tả khoa học đầu tiên năm 1753.